# Ясава (остров)
Ясава (англ. Yasawa) — главный из островов Ясава в составе островов Фиджи.

## География
Остров занимает площадь 32 км². Максимальная высота над уровнем моря — 244 м.

## Туризм
Долгое время правительство Фиджи придерживалось политики закрытости островов Ясава от туристов. Но в 1987 году было дано разрешение на строительство курортной зоны. В результате в 1991 году на сливочно-белом побережье Ясава был открыт курорт, собственником которого является Австралия.